# Sydney Scott
Sydney Scott (28 luglio 1910 – 1990) è stato un pallanuotista maltese che ha partecipato ai Giochi di Berlino 1936.